# Michael Cook (historiador)
Michael Allan Cook (n. 1940) es un historiador británico y especialista en historia del islam. Cook es el editor general de The New Cambridge History of Islam.

## Biografía
Michael Cook desarrolló un temprano interés por Turquía y la historia otomana y estudió historia y estudios orientales en el King's College, Cambridge (1959–63), y realizó estudios de posgrado en la School of Oriental and African Studies (SOAS) de la Universidad de Londres (1963–66). Fue profesor (lecturer) de Historia Económica con referencia a Oriente Medio en SOAS (1966–84) y reader en Historia del Cercano y Medio Oriente (1984–86). En 1986 fue nombrado profesor Cleveland E. Dodge de Estudios del Cercano Oriente en la Universidad de Princeton. Desde 2007 es Class of 1943 University Professor de Estudios del Cercano Oriente. Fue Guggenheim Fellow en la primavera de 1990.

## Investigación
En Hagarism: The Making of the Islamic World (1977), Cook y su colega Patricia Crone ofrecieron un nuevo análisis de la historia temprana del islam a partir del estudio de los únicos testimonios contemporáneos conservados sobre el surgimiento del islam. Cuestionaron de manera fundamental la historicidad de las tradiciones islámicas sobre los comienzos del islam. Intentaron elaborar el panorama de los orígenes del islam únicamente a partir de fuentes no árabes. Estudiando los únicos relatos contemporáneos conservados, escritos en armenio, griego, arameo y siríaco por testigos, reconstruyeron una historia de los inicios del islam significativamente distinta de la conocida por las tradiciones islámicas. Cook y Crone afirmaron poder explicar con exactitud cómo surgió el islam por la fusión de varias civilizaciones del Cercano Oriente bajo liderazgo árabe. Más tarde, Michael Cook desistió de este intento de reconstrucción detallada de los orígenes del islam y se concentró en la ética y el derecho islámicos. Patricia Crone sugirió posteriormente que el libro fue «un ensayo de posgrado» y «una hipótesis», no «una conclusión definitiva».
En su obra Ordenar el bien y prohibir el mal en el pensamiento islámico (Cambridge, 2000), Michael Cook, en el capítulo sobre la doctrina de al-Amr bi-l-Ma‘rūf wa-n-Nahy ‘ani-l-Munkar entre los ibadíes, realiza una comparación entre el ibadismo occidental y el oriental y con las doctrinas de otras sectas y escuelas islámicas. Los ibadíes orientales y occidentales representan dos comunidades históricas distintas con patrimonios literarios en gran medida separados, al menos hasta, aproximadamente, comienzos del siglo xx. Existen vínculos ocasionales entre ambos: un préstamo literario compartido (Māwardī, Gazālī), la inusual doctrina de que la obligación verbal no cesa cuando el infractor no escucha, y el igualmente inusual interés por las mujeres como ejecutoras del deber. Las diferencias probablemente reflejan las historias políticas muy distintas de las dos alas de la secta. En Omán, la resiliencia del imamato a lo largo de los siglos se expresa de forma directa en la frecuencia con que las fuentes omaníes vinculan la prohibición del mal con esta institución. En Occidente, donde el vacío dejado por la desaparición del imamato fue llenado en parte por la organización y autoridad clerical, los eruditos parecen haberse mostrado menos cautos sobre el papel del ejecutor individual. Al comparar la doctrina ibadí de prohibir el mal con las doctrinas de otras sectas y escuelas islámicas, el punto significativo es que, aparte de la estrecha asociación entre prohibir el mal y la rebelión justa y la formación del Estado, que los ibadíes comparten con los zaydíes, las opiniones ibadíes no difieren de manera sistemática de las de la corriente principal islámica.
Cook es también conocido por obras de síntesis para el gran público, entre ellas The Koran: A Very Short Introduction (Oxford, 2000) y A Brief History of the Human Race (Norton, 2003). Cook fue editor general de The New Cambridge History of Islam, que abarca catorce siglos de historia musulmana. Este proyecto de seis volúmenes fue galardonado con el premio Waldo G. Leland 2011 a la «herramienta de referencia más destacada en el campo de la historia» publicada entre el 1 de mayo de 2006 y el 30 de abril de 2011.

## Críticas
Robert Bertram Serjeant describió Hagarism como «amargamente antiislámico» y «antiárabe» en 1978. La obra de Cook de 2014, Ancient Religions, Modern Politics, ha sido criticada por el profesor de Religión de Duke Bruce Lawrence como un «manifiesto antiislámico».
Cook aborda su forma de navegar la política de la investigación sobre el islam en un vídeo del Nicholas D. Chabraja Center for Historical Studies. En sus palabras, afirma: «Personalmente no veo mi función académica como la de defensor de nadie, ni a favor ni en contra. Mantengo una especie de ideal de objetividad, que estoy seguro de que no realizo plenamente... No me gustaba el tirón filoislámico y no me gusta el tirón antiislámico. Son una especie de distracción para la investigación».

## Reconocimientos

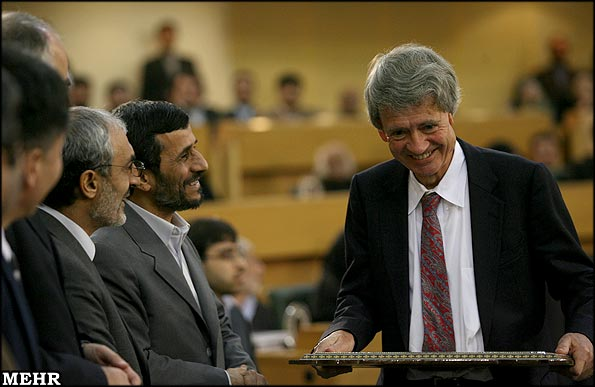
Cook recibiendo el Premio Farabi en 2008, bajo la presidencia del iraní Mahmud Ahmadineyad

- En 2001 fue elegido miembro de la Sociedad Filosófica Estadounidense.
- En 2001 recibió el Albert Hourani Book Award.[9]
- En 2002 recibió el Distinguished Achievement Award de la Fundación Mellon, por valor de 1,5 millones de dólares, por su contribución significativa a la investigación en humanidades.[10]
- En 2004 fue elegido miembro de la Academia Estadounidense de las Artes y las Ciencias.[11]
- En 2006 ganó el Howard T. Behrman Award for Distinguished Achievement in the Humanities en Princeton.
- En 2008 obtuvo el Premio Farabi en Humanidades y Estudios Islámicos.
- En 2013 él y Patricia Crone recibieron el doctorado honoris causa en la Universidad de Leiden.[12]
- En 2014 obtuvo el Premio Holberg.
- En 2019 recibió el Premio Balzan.

## Obras
- Hagarism: The Making of the Islamic World, 1977, con Patricia Crone.
- Early Muslim Dogma: A Source-Critical Study, 1981.
- Muhammad (Past Masters), 1983.
- The Koran: A Very Short Introduction, 2000.
- Ordenar el bien y prohibir el mal en el pensamiento islámico, 2001 (ganador del Albert Hourani Book Award).
- Forbidding Wrong in Islam: An Introduction (Themes in Islamic History), 2003.
- A Brief History of the Human Race, Nueva York, 2003.
- Studies in the Origins of Early Islamic Culture and Tradition, 2004.
- (ed.): The New Cambridge History of Islam, Cambridge: Cambridge University Press, 2010 (seis vols., 4.929 pp.).[5]
- Ancient Religions, Modern Politics: The Islamic Case in Comparative Perspective, 2014.
- A History of the Muslim World: From Its Origins to the Dawn of Modernity, 2024.

### Obras relacionadas con el ibadismo
- Cook, Michael (1981): Early Muslim Dogma. A Source-Critical Study. Cambridge: Cambridge University Press. ISBN 0-521-23379-8.[4]
- Cook, Michael (2000): Ordenar el bien y prohibir el mal en el pensamiento islámico. Cambridge: Cambridge University Press. ISBN 0521-661749.[4]